# Fluitconcert nr. 2 (Holmboe)
Fluitconcert nr. 2 opus 1476 (Konserten for fløjte og orkester nr 2) is een compositie van Vagn Holmboe.
Holmboe schreef het werk voor de Hongaarse fluitist András Adorján, destijds fluitist van het Symphonieorchester des Bayerischen Rundfunks. Adorján gaf de première van dit werk in het stadje Allerød nabij Kopenhagen met het Philharmonisch Orkest van Kopenhagen onder leiding van Yoav Talmi, en wel op 10 april 1984. Vanwege de beperkte dynamiek op de dwarsfluit liet Holmboe ook hier de begeleiding bestaan uit een klein orkest. Net als in zijn Fluitconcert nr. 1 deelde hij het klassiek in; drie delen in snel-langzaam-snel. Deel een (Allegro giusto) speelt de solist voornamelijk samen met de strijkinstrumenten. Deel 2 (Andante devozione) laat een terugkeer horen van de celesta en vibrafoon uit zijn Concert voor blokfluit, strijkinstrumenten, celesta en vibrafoon, maar veel terughoudender. Deel 3 (Allegro con brio – Cadenza – Stretta) is het vlotte slotdeel, met ruimte voor het tentoonstellen van de technische kwaliteiten van de solist tot aan een cadens aan toe. 

## Orkestratie
- solo fluit
- 2 hobo’s, 2 klarinetten, 2 fagot
- 4 hoorns, 2 trompetten
- pauken, 1 man/vrouw percussie (vibrafoon), celesta
- violen, altviolen, celli, contrabassen

Concerto’sAltvioolconcert · Celloconcert · Concert voor blokfluit, strijkinstrumenten, celesta en vibrafoon · Concert voor orkest · Fluitconcert nr. 1 · Fluitconcert nr. 2 · Tubaconcert · Vioolconcert nr. 1 · Vioolconcert nr. 2
Kamerconcerto’sKamerconcert nr. 1 voor piano, strijkinstrumenten en pauken · Kamerconcert nr. 2 voor fluit, viool, strijkinstrumenten en percussie · Kamerconcert nr. 3 voor klarinet en kamerorkest · Kamerconcert nr. 4 voor pianotrio en kamerorkest · Kamerconcert nr. 5 voor altviool en kamerorkest · Kamerconcert nr. 6 voor viool en kamerorkest · Kamerconcert nr. 7 voor hobo en kamerorkest · Kamerconcert nr. 8 voor orkest · Kamerconcert nr. 9 voor viool, altviool en kamerorkest · Kamerconcert nr. 10 · Kamerconcert nr. 11 voor trompet en orkest · Kamerconcert nr. 12 voor trombone en orkest · Kamerconcert nr. 13 voor hobo, altviool en kamerorkest